# جان ویکلیف (کشتی)
جان ویکلیف (کشتی) (به انگلیسی: John Wickliffe (ship)) یک کشتی است. این کشتی در سال ۱۸۴۱ ساخته شد.